# Toxeus (Sohn des Thestios)
Toxeus (altgriechisch Τοξεύς Toxeús) ist in der griechischen Mythologie einer der Brüder Althaias, die mit Oineus verheiratet war.
Sein Neffe Meleagros tötete ihn sowie dessen Bruder, seinen anderen Onkel Plexippos, weil diese bei der kalydonischen Jagd Atalante die Trophäe, nämlich das Fell und den Kopf des Ebers, streitig machten und entwendeten.